# Álvaro Semedo
Álvaro Semedo (Nisa 1585 - Guangzhou - Canton- 1658) jesuïta portuguès, escriptor, sinòleg, i traductor, missioner a la Xina durant el final de la dinastia Ming i principis de la dinastia Qing. Va ser el primer europeu que va visitar i descriure l'Estela nestoriana,en algun moment entre 1625 i 1628. També si li atribueix la introducció a Europa del ginseng i del te.

## Biografia
Álvaro Semedo va néixer el 1585 a Nisa, Alt Alentejo (Portugal). Els seus pares Fernão Gomes i Leonor Vaz, li van deixar una gran fortuna, afegida a la del seu oncle, Álvaro Semedo el Vell, però malgrat això, amb només 17 anys va decidir entrar al noviciat dels jesuïtes a Évora, i el 1608, amb 23 anys, va anar a l'Índia, on va completar els seus estudis teològics, a Goa.

### Activitat evangelitzadora
Des de la seva arribada a la Xina el 1613 fins a la seva mort el 1658, Semedo va passar uns 45 anys dedicant-se a la tasca missionera. Havia viatjat àmpliament per les províncies del sud i del nord, acabant per dominar els textos clàssics confucians, una gesta que pocs estrangers a la Xina en aquell moment van poder igualar. Com a mètode evangelitzador va adoptar el sistema que van iniciar Matteo Ricci i Alessandro Valignano, que tenia en compte la necessitat de respectar la cultura, idioma, costums i valors locals.
L'acció d'apostolat de Semedo es va desenvolupar en dues etapes. Una primera durant els darrers anys de la Dinastia Ming, on va ser víctima de la persecució dels cristians decretada l'any 1617 l'any per l'emperador Nurhaci, i una segona a partir del seu retorn a la Xina, l'any 1644.

#### Primers anys i persecució
El 1613,(sis anys després de la mort de Matteo Ricci) va ser enviat a la Xina on va adoptar el nom natiu de "谢 务祿 (xiè wù lù)" i es va establir a Nanquín, ciutat en la qual va començar a dedicar-se a l'estudi de la llengua xinesa, coneixement que li seria indispensable per poder prosseguir amb èxit els seus treballs d'evangelització.
L'any 1616 durant la persecució dels cristians va ser empresonat i engabiat, juntament amb el jesuïta italià Alfonso Vagnoni, va ser enviat a Canton i a Macau. Quatre anys després, canviant el seu nom xinès per "曾 德昭 (zēng dé zhāo)" Semedo aconseguí tornar a entrar a la Xina el 1621, residint a la província Zhejiang, principalment a la seva capital Hangzhou,on aconseguí desenvolupar una intensa activitat d'evangelització, visitant diverses comunitats cristianes en altres ciutats com Xangai i Xi’an.

#### Segona etapa
El 1636, l'orde jesuïta va enviar Semedo a Roma,se li va encarregar el reclutament de nous missioners jesuïtes per anar a la Xina, la contractació de fons per a la missió i, molt significativament, la publicació de llibres sobre la Xina.
El 1644, va tornar a la Xina, i va ser nomenat vice-provincial, càrrec que va ocupar fins a 1650 i després, per segona vegada, de 1654 a 1657. Inicialment va seguir treballant al costat dels governants lleials a la dinastia Ming al sud del país, mentre que la majoria de jesuïtes d'altres parts de la Xina van optar per posar-se al costat de la recentment creada dinastia Qing. Per aquest motiu Semedo va ser arrestat, però va ser alliberat uns mesos després, aparentment a causa de la intervenció del jesuïta alemany, Johann Adam Schall von Bell.
Va passar la resta de la seva vida a Canton, on va morir el 18 de juny de 1658 i està enterrat a Macau.

## Obres
- Relação da propagação de fé no reyno da China e outros adjacentes, manuscrit en portuguès 1637.
- Imperio de la China, i cultura evangelica en èl, por los religios de la Compañia de Iesus, Madrid, 1642.
- Histoire universelle de la Chine, Paris, 1645, 1667.